# Lough Rea SPA
Lough Rea SPA este o arie protejată (arie de protecție specială avifaunistică — SPA) din Irlanda întinsă pe o suprafață de 365,41 ha, integral pe uscat.

## Localizare
Centrul sitului Lough Rea SPA este situat la coordonatele 53°11′17″N 8°34′33″W / 53.188087°N 8.575761°V.

## Înființare
Situl Lough Rea SPA a fost declarat arie de protecție specială avifaunistică în februarie 2007 pentru a proteja 10 specii de animale.

## Biodiversitate
Situată în ecoregiunea atlantică, aria protejată nu include niciun habitat protejat.
La baza desemnării sitului se află mai multe specii protejate de  păsări (10): rață lingurar (Anas clypeata), rață pitică (Anas crecca), rață fluierătoare (Anas penelope), rață mare (Anas platyrhynchos), rață-cu-cap-castaniu (Aythya ferina), rața moțată (Aythya fuligula), lișiță (Fulica atra), pescăruș râzător (Larus ridibundus), corcodel mic (Tachybaptus ruficollis), nagâț (Vanellus vanellus).
Pe lângă speciile protejate, pe teritoriul sitului au mai fost identificate 1 specie de plante.